# Hanuš Bonn
Hanuš (Hans) Bonn, známý také pod pseudonymem Josef Kohout (5. července 1913, Teplice – 20. října 1941, koncentrační tábor Mauthausen), byl český básník, literární kritik a překladatel poezie starších národů.

## Život
Hanuš Bonn v roce 1932 ukončil studium na gymnáziu v Praze, poté studoval práva na Univerzitě Karlově spolu se svým přítelem Rudolfem Margoliem, která úspěšně dokončil v roce 1938. Aktivně se zapojil do českožidovského hnutí. Od roku 1939 byl vedoucím funkcionářem Pražské židovské obce.
Přispíval do několika časopisů a novin: Studentský časopis, Rozhledy, Literární noviny, Lidové noviny, atp. Publikoval i v Jarním almanachu básnickém 1940.
Před Deportací bydlel v Dlouhé ulici č. 14 na Praze 1.
V říjnu 1941 byl nacisty poslán do transportu do koncentračního tábora Mauthausen, kde byl zavražděn.

## Dílo
- Seznam děl v Souborném katalogu ČR, jejichž autorem nebo tématem je Hanuš Bonn

Jeho dílo bylo ovlivněno tvorbou J. Ortena. V jeho díle se odráží depresivní atmosféra evropských předválečných událostí a jeho vlastní pocity nejistoty, úzkosti a strachu.
- Tolik krajin
- Daleký hlas – překlad písňových textů primitivních národů

### Posmrtně
- Dílo Hanuše Bonna, Václav Petr, Praha 1947
- Dozpěv, Academia, Praha 1995